# 十二天将
十二天将（じゅうにてんしょう）は、安倍晴明をはじめとする陰陽師にとって必須の占術であった六壬神課で使用する象徴体系の一つである。北極星を中心とする星や星座に起源を持っており、それぞれが陰陽五行説に当てはまる。
十二天将は十二神将と呼ばれる事も多々あるが、仏教の十二天、十二神将とは全くの別物。六壬鑰等の六壬の古典では『神』は六壬天地盤の天盤に配される十二支であり『将』は十二天将を指している。そのため六壬神課における『神将』は、天盤十二支とそれに配布された十二天将の両方を同時によぶ用語であって、十二天将を十二神将と呼ぶのは本来は正しくない。

## 一覧
陰陽師として名高い安倍晴明が残した占事略决の第4章の「十二将所主法第四」では十二天将が表す事柄について以下のように解説されている。
『名称参考：日本陰陽道史総説より』
表にし、異名などを補うと次のとおり。
| 十二天将 | 十二天将            | 読み                | 五行 | 十二支   | 解説       | 吉凶 | 十干 | 陰陽 | 季節 | 方角 | 備考                                       |
| -------- | ------------------- | ------------------- | ---- | -------- | ---------- | ---- | ---- | ---- | ---- | ---- | ------------------------------------------ |
| 前一     | 騰虵 （騰蛇・螣蛇） | とうしゃ （とうだ） | 火神 | 巳       | 主驚恐怖畏 | 凶将 | 丁   | 陰   | 夏   | 南東 | 炎に包まれ羽の生えた蛇の姿                 |
| 前二     | 朱雀                | すざく              | 火神 | 午       | 主口舌懸官 | 凶将 | 丙   | 陽   | 夏   | 南   | 四神の一、南の守護神                       |
| 前三     | 六合                | りくごう            | 木神 | 卯       | 主陰私和合 | 吉将 | 乙   | 陰   | 春   | 東   | 平和や調和を司る                           |
| 前四     | 勾陳 （勾陣）       | こうちん            | 土神 | 辰       | 主戦闘諍訟 | 凶将 | 戊   | 陽   | 土用 | 南東 | 金色の蛇の姿、京の中心の守護を担う         |
| 前五     | 青竜 （青龍）       | せいりゅう          | 木神 | 寅       | 主銭財慶賀 | 吉将 | 甲   | 陽   | 春   | 北東 | 四神の一、東の守護神                       |
| 天一     | 貴人                | きじん              | 土神 | 丑       | 主福徳之神 | 吉将 | 己   | 陰   | 土用 | 北東 | 十二天将の主神で天乙貴人、天一神、天乙とも |
| 後一     | 天后                | てんこう            | 水神 | 亥（子） | 主後宮婦女 | 吉将 | 癸   | 陰   | 冬   | 北西 | 航海の安全を司る女神                       |
| 後二     | 太陰                | たいいん/たいおん   | 金神 | 酉       | 主弊匿隠蔵 | 吉将 | 辛   | 陰   | 秋   | 西   | 智恵長けた老婆                             |
| 後三     | 玄武                | げんぶ              | 水神 | 子（亥） | 主亡遺盗賊 | 凶将 | 壬   | 陽   | 冬   | 北   | 四神の一、北の守護神                       |
| 後四     | 太裳 （太常）       | たいじょう          | 土神 | 未       | 主冠帯衣服 | 吉将 | 己   | 陰   | 土用 | 南西 | 四時の善神とも呼ばれ、天帝に仕える文官     |
| 後五     | 白虎                | びゃっこ            | 金神 | 申       | 主疾病喪   | 凶将 | 庚   | 陽   | 秋   | 南西 | 四神の一、西の守護神                       |
| 後六     | 天空                | てんくう            | 土神 | 戌       | 主欺殆不信 | 凶将 | 戊   | 陽   | 土用 | 北西 | 霧や黄砂を呼ぶとされる                     |

|                                        | 北西 冬 天后（登明） 陰 水 吉将 後一                                     | 北 冬 玄武（神后） 陽 水 凶将 後三                                       | 北東 土用 貴人（大吉） 陰 土 吉将 天一                                   |                                        |
| 北西 土用 天空（河魁） 陽 土 凶将 後六 |                                                                          |                                                                          |                                                                          | 北東 春 青龍（功曹） 陽 木 吉将 前五   |
| 西 秋 太陰（従魁） 陰 金 吉将 後二     | 方角 季節 十二天将（対応する十二月将） 太極 五行 吉凶 十二将所主法記載順 | 方角 季節 十二天将（対応する十二月将） 太極 五行 吉凶 十二将所主法記載順 | 方角 季節 十二天将（対応する十二月将） 太極 五行 吉凶 十二将所主法記載順 | 東 春 六合（太沖） 陰 木 吉将 前三     |
| 南西 秋 白虎（傳送） 陽 金 凶将 後五   |                                                                          |                                                                          |                                                                          | 南東 土用 勾陳（天罡） 陽 土 凶将 前四 |
|                                        | 南西 土用 太裳（小吉） 陰 土 吉将 後四                                   | 南 夏 朱雀（勝光） 陽 火 凶将 前二                                       | 南東 夏 騰虵（太乙） 陰 火 凶将 前一                                     |                                        |

## 十二天将（十二神将）が登場する作品
- 少年陰陽師（結城光流、角川ビーンズ文庫）
- 東京魔人學園外法帖（シャウトデザインワークス、アスミック・エースエンタテインメント）
- なんだかコワレ丸（矢也晶久、月刊少年ジャンプ）
- 闇神コウ〜暗闇にドッキリ!〜（加地君也、週刊少年ジャンプ）
- 闇の末裔（松下容子、花とゆめ）
- 変幻退魔夜行 カルラ舞う！（永久保貴一、秋田書店）
- 東京レイヴンズ（あざの耕平、富士見ファンタジア文庫）
- 我、天命を覆す 陰陽師・安倍晴明（結城光流、角川文庫）
- 双星の陰陽師（助野嘉昭、集英社）
- -陰陽師幻夜録- 我が掌で眠れ（Rejet）
- 晴明さんちの不憫な大家（烏丸紫明、アルファポリス文庫）
- ダークギャザリング（近藤憲一、ジャンプ・コミックスSQ）
- 太陽と月の鋼（松浦だるま、小学館ビッグコミック）
- 異世界陰陽師と十二天将の式神